# Setge de Vyborg (1710)
|  | Aquest article utilitza el calendari julià («vell estil» o VS), que estava en ús a Rússia en aquell moment, amb preferència al calendari gregorià («nou estil» o NS). |

El setge de Vyborg tingué lloc la primavera de 1710 durant la Gran Guerra del Nord (1700-1721). Fou el segon intent dels russos de capturar la ciutat fortificada de Vyborg, posterior a un primer intent fallit del 1706. Després de l'esclat de la guerra, les tropes sueques s'havien fet fortes a la ciutat. Per tal de garantir la seguretat de la nova ciutat de Sant Petersburg, Pere el Gran ordenà ocupar el fort suec. Els plans de conquesta quedaren relegats en favor d'altres operacions en marxa, però després de la batalla de Poltava, el juny de 1709, els homes i els recursos necessaris estigueren disponibles per dur a terme la presa de la ciutat.
Tretze mil soldats russos, sota el comandament de l'almirall general Fiódor Apraksin, marxaren en direcció a Vyborg i hi posaren setge el 22 de març de 1710. Magnus Stiernstråle, el comandant suec de la fortalesa, esperà en va l'ajuda sueca, però els russos no disposaven de suficient artilleria, per la qual cosa es produí un empat entre ambdós bàndols. A l'abril, Pere el Gran aconseguí portar, amb una flota de 250 vaixells, armes i subministraments als assetjants, per realitzar l'assalt final sobre les posicions sueques. Després dels atacs russos, la guarnició es rendí el 12 de juny de 1710.

## Rerefons

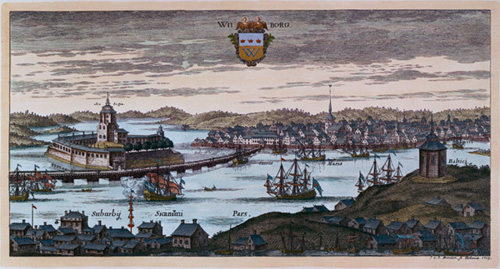
Gravat de 1709 que mostra lschloss (castell) de Vyborg a l'esquerra

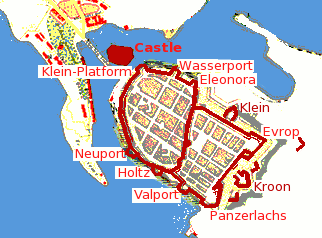
Les fortificacions de Vyborg abans del setge

Després de la victòria en la batalla de Poltava, l'exèrcit rus estava preparat per emprendre noves accions al nord-est del teatre d'operacions. El 1710, l'exèrcit rus emprengué una ofensiva en dues direccions: sobre la costa del Bàltic (on, a la tardor de 1710, Riga fou assetjada) i sobre Finlàndia, amb atacs a Vyborg i Kexholm. El setge fou comandat per l'almirall general Fiódor Apraksin, assistit pels generals majors Robert Bruce i Wilhelm Bergholtz. Abans del setge, Bruce i Bergholtz havien comandat operacions de caràcter defensiu, principalment en la defensa de Sant Petersburg. Posteriorment, encapçalaren l'ofensiva sobre Finlàndia. Foren escollits perquè, en aquells moments, els comandaments més experimentats en la guerra de setge (incloent-hi Boris Sheremetev, Jacob Bruce, i Anikita Repnin) es trobaven concentrats entorn de Riga. Conseqüentment, es considerà possible que Pere el Gran comandés en persona les operacions a Vyborg, de manera que no hagués de reassignar els generals més experimentats posant en perill el setge de Riga.

### Fortificacions a Vyborg
El 1709, la principal defensa de Vyborg eren cinc baluards anomenats Holtz, Neuport, Klein-Platform, Wasserport i Eleonora, connectats per una muralla de pedra, a la zona est de la ciutat. La part oest de la ciutat, connectada amb el sector principal, tenia tres baluards anomenats Valport, Panzerlachs, i Evrop. A l'oest de la muralla entre Panzerlachs i Evrop existien un revellí i dues caponeres, i entre Evrop i Eleonora hi havia un altre revellí. Ambdós revellins eren, aparentment, de terra, però les principals defenses orientals eren construïdes en pedra. La majoria de les fortificacions a la part oest de la ciutat eren de fusta, amb l'excepció de la torre de guarda de pedra, anomenada torre de Petersburg. Separada d'aquestes fortificacions, a la petita illa a l'est de la ciutat (actualment l'illa Zamochnyy), hi havia l'schloss (castell) de Vyborg. El castell disposava de 151 boques d'artilleria.
En aquell moment, les fortificacions estaven en mal estat perquè l'alt comandament suec no havia centrat els seus esforços a la zona, i els fons assignats pel seu manteniment eren insignificants. A més a més, els forts de Nöteborg i Nyenschantz eren considerats suficients per a la defensa de la regió. El 1702, tot i això, es portaren a terme algunes reparacions sota la supervisió del capità L. Stobecks.
Segons l'historiador Yuri Moshnik, la guarnició de Vyborg el 1710 era de 6.000 homes; altres historiadors, com B. Adamovich i A. I. Dubravin, situen la guarnició al voltant de 4.000 homes. Des de 1702, el comandament de la plaça estava en mans de Zacharias Animoff, un ancià amb la salut delicada. Per aquest motiu, el febrer de 1710, el coronel Magnus Stiernstråle el reemplaçà oficialment; que havia encapçalat de facto la millora de les defenses de la ciutat.

### Atacs previs
Rússia havia intentat prendre prèviament Vyborg; l'octubre de 1706, un cos de setge fou enviat sota el comandament de Robert (Roman) Bruce. El 22 d'octubre, s'emplaçaren els morters i s'inicià el bombardeig, que s'allargà durant quatre dies i causà cinc incendis a les fortificacions de Vyborg. A la fi del bombardeig, les forces russes es retiraren a Sant Petersburg, ja que els comandants russos s'adonaren que no es podia completar el setge sense suport naval i artilleria de setge. A més a més, la tardor no era considerada una època adequada per les operacions de setge. La idea de tornar a intentar capturar Vyborg fou proposada per Pere el Gran el 1708, però fou rebutjada per l'alt comandament degut a una ofensiva sueca.

## Atac rus
El pla de Pere pel segon setge de Vyborg incloïa una combinació de forces terrestres i navals, i la fortalesa havia de caure després d'un llarg setge. El febrer de 1710, forces russes especialistes en setges es reuniren a Kotlin Island. Aquest cop, l'atac rus es produí en dues etapes. El 2 de març de 1710, el general Apraksin rebé ordres d'atacar Vyborg, i planejà avançar el 15 de març. Tanmateix, el 16 de març, encara estava a l'illa de Kotlin, des d'on informà a Robert Bruce que partiria “l'endemà”. De fet, sortí el 21 de març i arribà amb la cavalleria el mateix dia a Vyborg; la infanteria i l'artilleria arribaren l'endemà.

### Arribada de les forces russes
Quan el cos de setge arribà a Vyborg el dia 22, ocupà els ravals de la ciutat i la seva rodalia, cosa que forçà els suecs a reagrupar-se darrere els murs de la ciutat. Els suecs intentaren cremar els ravals per evitar que caiguessin en mans russes però fracassaren, ja que s'hagueren de retirar precipitadament darrere les muralles.

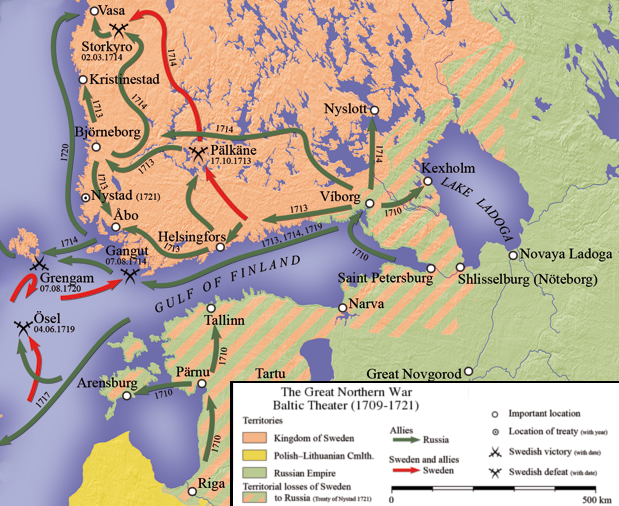
El teatre d'operacions de la Gran Guerra del Nord, 1709-1721

Els treballs d'aproximació es feren sota el foc de l'artilleria sueca. Des del 21 de març fins al 29 de març (quan, segons Aleksander Myshlayevsky, els russos començaren a disparar la seva artilleria), 66 bombes i 1.200 bales de canó foren disparades per l'artilleria sueca. Els suecs realitzaren una sortida per frenar els treballs d'aproximació, però foren rebutjats.

#### Nombre de peces d'artilleria
Les estimacions sobre el nombre de peces d'artilleria que prengueren part en el setge de Vyborg difereix en funció de les fonts consultades. En algunes fonts, incloent-hi Diari… de l'emperador Pere el Gran des de 1698 al Tractat de Nystad, Informe de la captura de Vyborg, La Vida i els Assumptes del Gran Sobirà i La Fortalesa de Vyborg: Cròniques des de 1710 a 1872, s'afirma que hi intervingueren 10 canons de 12 lliures i 3 morters. N. G. Ustryalov considera que hi havia 10 canons de 12 lliures i cinc morters, M. M. Borodkin comptabilitza 24 canons i quatre morters, i M. V. Vasiliev 12 canons i quatre morters, encara que cap d'aquests historiadors dona les seves fonts. En una carta a Pere el Gran de Fiódor Apraksin, datada el 2 d'abril de 1710, diu: "l'enemic ha emplaçat tres bateries contra nosaltres; ens dispara de forma eficient i precisa: han desmuntat un dels nostres canons, un altre ha esclatat per l'excés d'ús; quedant-nos 10 canons en les nostres bateries" (aquesta és l'única ocasió en la qual l'artilleria sueca destruí elements de la russa). D'aquesta manera, Myshlaevsky conclogué que originalment els russos desplaçaren 12 canons contra Vyborg, però només deu d'ells foren usats en el setge, ja que dos d'ells estaven inoperatius. Probablement s'hi empraren tres morters, però no hi ha fonts primàries per validar-ho.
En tot cas, no hi havia prou artilleria, ja que no se'n pogué portar més a causa del fet que era molt difícil desplaçar l'artilleria per terra, i el gel impedia el transport per mar.

### Bombardeig inicial

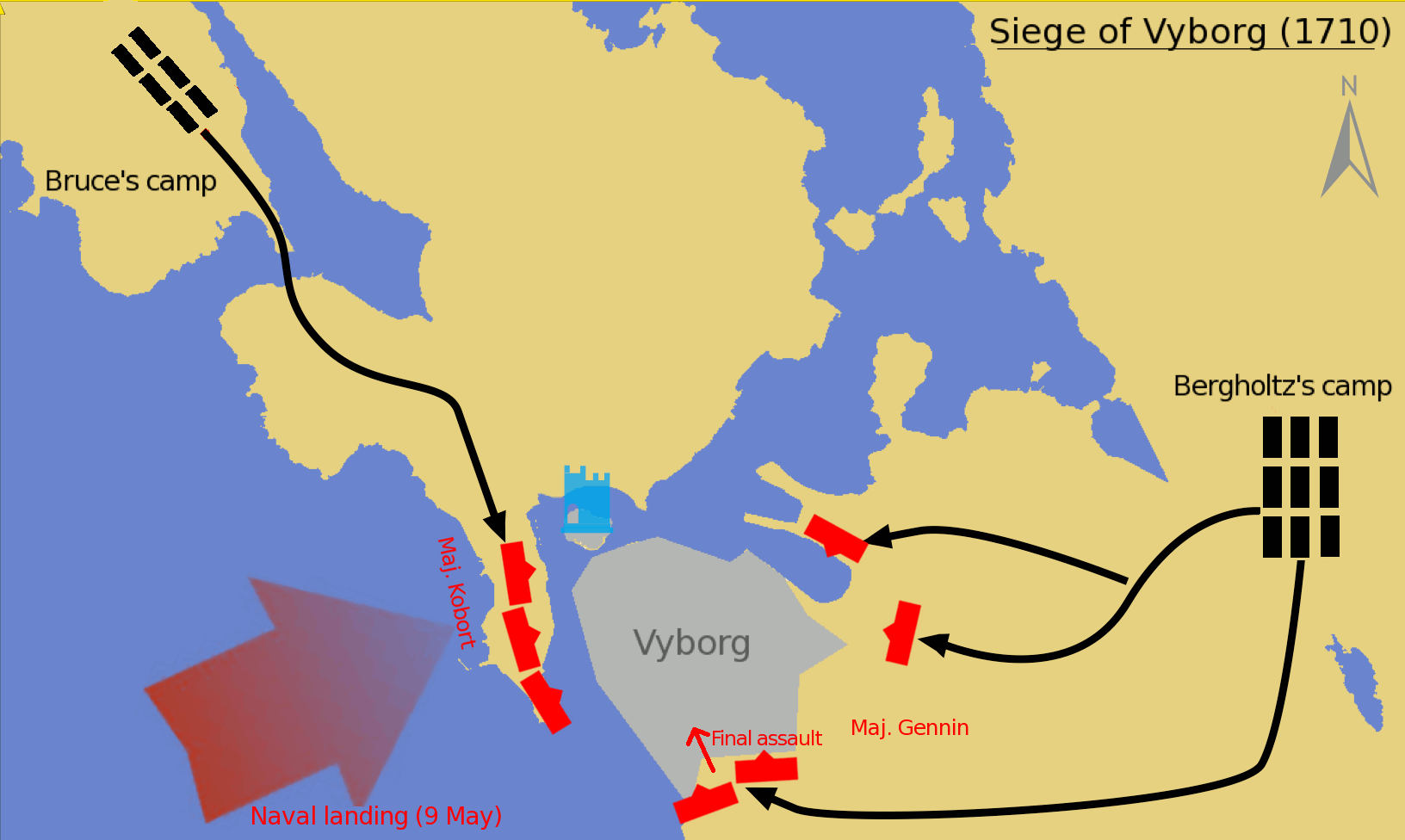
Moviments de les tropes russes i posicions de les bateries

No és clar quin dia els russos iniciaren el bombardeig. Segons els informes d'Apraksin a Pere el Gran i el diari del mateix tsar, l'artilleria russa obrí foc el dia 1 d'abril. Apraksin, però, informà al tsar que ell "començà a bombardejar Vyborg i el castell el 30 de març, i el primer dia es llançaren 130 bombes, i 90 el segon." A més, Aleksander Myshlayevsky publicà a Llista de quants trets feren els morters i canons sobre Vyborg del 21 de març al 9 d'abril, i quants d'ells colpejaren la ciutat que el bombardeig començà el 29 de març, quan es dispararen 150 trets de morter i 60 de canó, i que durant els tres dies següents només dispararen els morters que causaren 100 trets al dia. En total, durant el primer període del setge, els atacants dispararen 2.975 trets de morter i 1.531 de canó, i els suecs dispararen 399 trets de morter i 7.464 de canó. Les proporcions entre els trets de canó i morter indiquen clarament els objectius d'assetjats i assaltants; els morters eren utilitzats majoritàriament per batre les fortificacions, mentre que els canons eren emprats per fer foc de contrabateria i silenciar l'artilleria contrària. El 5 d'abril, Apraksin anotà que "els nostres canons són de poca ajuda, ja que són força petits i lleugers" Els morters, però, infligiren danys importants a Vyborg i el castell, cosa que forçà els ciutadans a refugiar-se als cellers. Tot i això, els soldats hagueren de romandre a les seves posicions i patiren importants baixes.
Aviat, els generals majors Bruce i Bergholtz s'adreçaren a Apraksin amb una proposta per assaltar la fortalesa, sense esperar "l'obertura d'una bretxa ". El seu raonament era que podien acabar perdent més soldats per les malalties i ferides derivades del setge que en un assalt directe. Pere el Gran se n'assabentà per una carta d'Apraksin, i afirmà que podia ser una acció “molt rellevant, però també molt perillosa". Finalment delegà la decisió sobre el general Apraksin el qual, per no assumir la responsabilitat d'un fracàs, decidí esperar l'arribada dels reforços un cop el mar desglacés.
La petita guarnició sueca centrà les seves esperances en el suport de la marina sueca un cop el gel permetés la navegació. Els russos, per altra banda, patiren la manca de municions i menjar, ja que, amb els camins entre Vyborg i Sant Petersburg bloquejats pel desglaç, l'única ruta d'aprovisionament era la marítima. Cap dels dos bàndols fou capaç d'imposar-se a l'altre i restaren esperant l'arribada de reforços de les marines respectives. La marina que primer arribés a la zona proporcionaria un gran avantatge estratègic i tàctic al bàndol respectiu.

### L'arribada dels reforços

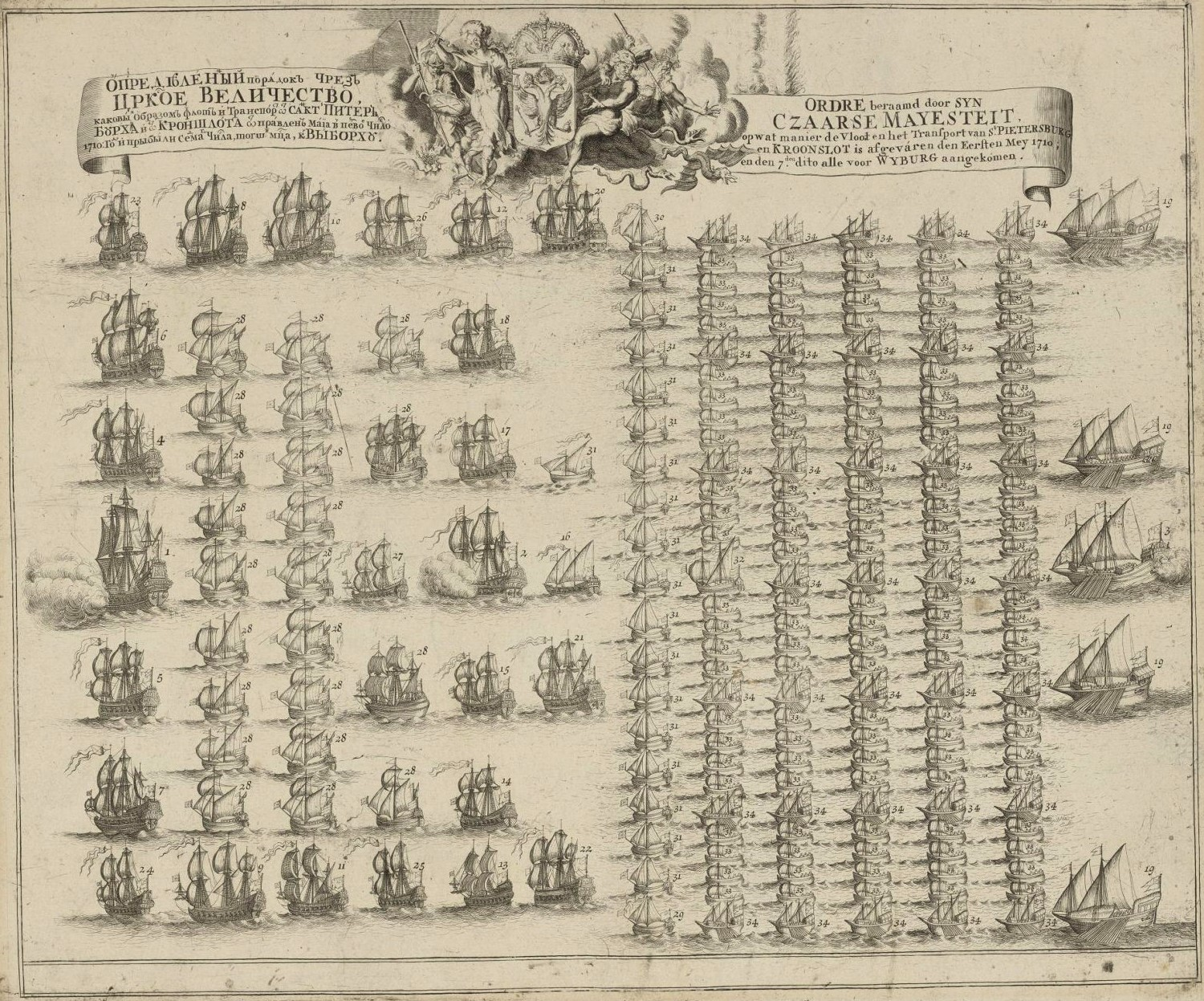
Il·lustració contemporània de la flota russa arribant a Vyborg

Mentrestant, a Sant Petersburg, ja estaven en marxa els preparatius per un atac amfibi contra Vyborg. Les eines necessàries per al setge foren preparades a la Fortalesa de Pere i Pau. El 4 d'abril, Cyril Naryshkin, el primer comandant de Sant Petersburg, rebé ordres per enviar 18 canons de vint lliures a Vyborg des de Narva (a través de Sant Petersburg), "per terra o per mar, pel camí que sigui el més convenient ", i 9.000 bales de canó juntament amb ells. No obstant això, Naryshkin no pogué reunir l'artilleria prou ràpidament, i fins al 25 d'abril no envià els canons a l'illa de Kotlin, on el capità Solovoy els rebé.
Pere no esperà l'arribada del tren d'artilleria i el 30 d'abril feu salpar la seva flota. No pogué demorar la seva partida a causa de l'escassetat de municions i provisions que patien les seves forces a Vyborg. Com que el gel no estava completament desfet, el viatge fou extremadament dur. Quan el gel era particularment gruixut, les tripulacions es veien obligades a "transportar un petit canó fins al bauprès i deixar-lo caure sobre el gel" per trencar-lo. Molts vaixells de transport es desviaren del seu rumb pel vent o el gel i amb prou feines pogueren ser rescatats. Quan la flota de Pere finalment arribà el 9 de maig, les tropes russes només tenien provisions per tres dies més. Les forces russes també fortificaren Trångsund (rus: Vysotsk, finlandès: Uuras) per bloquejar la ciutat des del mar.
L'esquadra sueca estava formada per set vaixells de línia i tres fragates, juntament amb les seves naus auxiliars, sota el comandament de l'almirall Gustav Wattrang. Els suecs es retardaren a causa dels vents desfavorables i arribaren quan la flota russa ja havia partit cap a Sant Petersburg. Com que no pogué acostar-se a la ciutat a causa de les defenses russes, l'esquadra sueca decidí blocar els pocs vaixells russos destinats a Trångsund. No obstant això, l'arribada tardana de l'esquadra sentencià la ciutat i la seva rendició només fou qüestió de temps.
En arribar a Vyborg, Pere immediatament inspeccionà les fortificacions sueques i elaborà les instruccions pels preparatius de l'assalt a Vyborg. En elles hi havia les ordres per construir dues bateries de canons i tres de morters, amb un total de 60 canons i 18 morters per batre les defenses de Vyborg. També ordenà que fossin emplaçats 140 morters lleugers per desallotjar les tropes enemigues dels murs durant l'assalt final i per realitzar bombardeigs nocturns. Pere ordenà deixar 20 canons, deu morters i 50 morters lleugers en reserva, que podien ser utilitzats en un bombardeig massiu de les defenses. També proposà l'ús de brulots, però no foren mai utilitzats.
La construcció de les bateries esmentades a les instruccions de Pere començarà el 17 de maig, i algunes d'elles foren acabades el 24 de maig. A La fortalesa de Vyborg: Cròniques des de 1710 a 1872 es menciona que durant la construcció s'envià un herald a demanar als russos el pas d'un correu per entregar cartes del general suec Georg Lübecker, però el requeriment fou rebutjat. També hi ha registres que mostren l'arribada d'una flota sueca Vyborg que fou rebutjada pels russos. D'altres fonts, però, no mencionen l'herald o la batalla naval; Fiódor Apraksin fins i tot escrigué al tsar que ell “no podia imaginar” com una flota sueca podia ser enviada a Vyborg, encara que prengué precaucions. Durant aquest temps, Ivan Botsis fou enviat amb una flota de galeres per tancar l'accés a la badia, la qual cosa bloquejà completament la ciutat i la fortalesa de Vyborg.

### Darreres andanades i rendició sueca
En una carta del 29 de maig, Fiódor Apraksin escrigué que els treballs de construcció de les bateries sota la seva responsabilitat havien finalitzat, i que encara calia seguir treballant en les bateries sota la responsabilitat de Bergholtz (encara que ja s'havien emplaçat deu morters), degut als "grans pantans i el sòl rocós". Apraksin preguntà a Pere si calia esperar que Bergholtz acabés la construcció de les seves bateries o bé havien d'assaltar la ciutat sense esperar-lo; Apraksin es va anar decantant per la segona opció per no perdre més temps ni recursos, i perquè l'artilleria de Bergholtz no tenia suficient calibre per danyar seriosament les defenses sueques. El tsar estava d'acord que no hi havia raons per esperar, i ordenà que el bombardeig comencés immediatament. Ara bé, sorgí un altre problema: era impossible traslladar silenciosament l'artilleria pel terreny rocós. A més a més, hi havia més llum de dia en aquesta època de l'any, i degut a la latitud de Vybor, el sol començava a pondre's entorn les 21 hores. Això significa que el crepuscle s'allargava gairebé tota la nit, i el foc defensiu suec es podia allargar infligint severes pèrdues.
No obstant això, el segon bombardeig començà l'1 de juny; en aquells moments, Bergholtz disposava de 13 canons addicionals a la seva disposició. El bombardeig s'allargà fins al 6 de juny, moment en el qual "s'obrí una gran bretxa per la qual podien avançar dos batallons per prendre la ciutat". Durant aquests sis dies es feren un total de 2.975 trets de morter i 1.539 de canó. Els suecs dispararen 7.464 trets de canó i 394 de morter. En ambdós bombardeigs s'efectuaren un nombre similar de trets, però el segon bombardeig fou molt més devastador pels suecs. Això es degué a diversos factors: en els trets del segon bombardeig s'utilitzà munició de major calibre i feren més mal en cada impacte. La freqüència de foc fou també molt més intensa, el primer bombardeig s'allargà un mes, mentre que el segon només durà sis dies.
El 6 de juny es prengué la decisió de realitzar l'assalt final sobre la fortalesa. Els dos dies següents es destinaren als preparatius i s'escolliren les unitats que encapçalarien l'assalt. Tanmateix, el 9 de juny, els suecs enviaren un altre herald que comunicà als russos que estaven preparats per rendir-se. El 13 de juny, la guarnició de Vyborg es rendí oficialment abans de cap assalt directe. Es rendiren 3.880 homes, incloent-hi 156 oficials i 3.274 militars de baix rang. Els suecs perderen uns 2.500 homes. Contràriament a l'acordat en les capitulacions, els russos feren presoners tots els homes aptes de la guarnició, mentre que 877 soldats ferits, 169 dones i un grup de nens foren transportats a Hèlsinki a bord dels vaixells de l'almirall Wattrang.

## Conseqüències

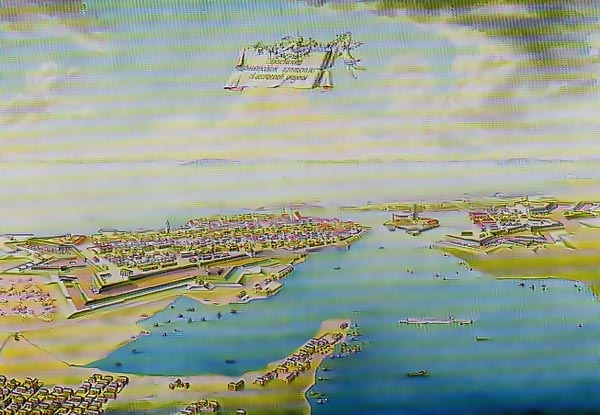
Vyborg a finals del, després de ser refortificada pels russos

En les seves cartes, on anunciava la captura de Vyborg, Pere el Gran escrigué que des d'aquell moment "s'havia aconseguit la seguretat total de Sant Petersburg". El tsar digué que Vyborg havia d'esdevenir un "matalàs ferm" per a la nova capital. Mitjançant la captura de Vyborg, s'aconseguiren diversos objectius estratègics importants. L'Imperi Rus havia aconseguit millorar considerablement el seu accés al mar Bàltic, des del qual podien llançar més atacs contra Finlàndia, i una poderosa fortalesa que defensava la seva nova capital, Sant Petersburg. El tsar ordenà la posada al dia de la fortalesa amb l'ajuda d'una divisió especial de l'exèrcit i els camperols locals.
Es realitzà un intent de recuperar la ciutat sota el lideratge del nou governador general de Finlàndia Carl Nieroth amb 10.000 homes i amb el suport naval de l'esquadra de l'almirall Olof Wernfelt, formada per 6 vaixells de línia, 3 fragates i 3 bergantins. La infanteria lleugera sueca inicià les operacions de bloqueig la primavera de 1711, i el bloqueig naval s'allargà gran part de l'estiu. Els suecs foren delmats per una plaga que colpejà Finlàndia a finals de 1710, que matà, entre d'altres, un miler de persones a Hèlsinki (la meitat de la població de la ciutat). La mateixa plaga afectà Karlskrona i dificultà en extrem la preparació de l'esquadra sueca de Finlàndia, que fins a finals de juny no pogué salpar i feu retardar totes les operacions sueques. No s'establí un setge terrestre efectiu fins a la tardor. Carles XII es negà a destinar-hi més tropes i material bèl·lic, cosa que condemnà el setge al fracàs. El 2 de desembre de 1711 les aigües i les condicions climàtiques adverses obligaren les forces navals a retirar-se, el mateix que hagueren de fer les tropes terrestres per Nadal. Nieroth morí sobtadament el 25 de gener de 1712 i fou substituït per Georg Henrik Lybecker.

### Conseqüències estratègiques
Amb la pèrdua de Vyborg, els suecs perderen una important base naval i terrestre, i les seves activitats al golf de Finlàndia es restringiren. L'ocupació russa de Vyborg permeté la creació d'una base de subministrament per les tropes i la construcció de vaixells, i expandiren la zona d'acció de la Flota del Bàltic. Vyborg demostrà la seva importància com una base militar clau de 1712 a 1714 en forma de base logística per les operacions russes sobre Finlàndia. La captura de Vyborg i Carèlia serví per determinar el futur de la Gran Guerra del Nord en tant que punt de sortida per noves operacions militars.
Durant les converses de pau amb els suecs “la qüestió de Vyborg” fou debatuda, i Pere el Gran ordenà al seu representant, Andrey Osterman, que pressionés Suècia perquè cedís Vyborg i Riga. Després del Tractat de Nystad, Vyborg s'incorporà oficialment a l'Imperi Rus. Aquest fou l'inici d'un nou període en una ciutat amb una història multicultural amb marcades influències culturals russes, sueques, fineses i alemanyes.